# BS-TBS
BS-TBS는 TBS·JNN계열 BS위탁 방송사업자이다. 2009년 4월 1일을 기점으로 BS-i에서 BS-TBS로 회사명을 변경하였다.

## 연혁
- 1998년 11월 - 주식회사 제팬 디지털 커뮤니케이션설립
- 1999년 1월 - 일본 민간방송 연맹에 가맹
- 2000년 6월 - 상호를 주식회사 BS·아이(ビーエス・アイ)로 변경
- 2000년 12월 1일 오전 11시 - 본방송 개시
- 2004년 7월 - 본사를 TBS 회관에서 TBS 방송센터 15층으로 이전
- 2005년 9월 30일 - 라디오 방송 종료
- 2006년 4월 1일 - 풀 스펙(화소수 1920×1080) 하이비전방송을 개시.
- 2009년 4월 1일 - 회사명을 BS-TBS로 변경
- 2018년 1월 22일 방송 해상도가 1440×1080으로 하락.

## 채널 내역

### 텔레비전 방송
- BS161~163ch을 할당받았으며 임시 방송용으로 169ch도 할당받았으나 사용되고 있지 않다. 리모콘 키 ID는 6.
- 또한 개국 이래 무료 BS디지털 방송국에서는 유일하게 3채널 멀티편성을 했지만 2005년 2월 11일 종료했으나 2007년 12월 1일 멀티편성을 재개했다.(월요일~금요일 14:00~14:55, 161ch=TV 쇼핑, 162ch= 「i-collection」, 163ch=방송 휴지)

### 독립 데이터 방송
- BS-TBS 독립 데이터 방송
  - BS766,768ch 가운데, 766ch(My Channel 766)이 운용되고 있었지만 2007년 4월 2일부터 방송을 휴지.
  - 방송 내용은 게임이나 앙케이트 등.

- G가이드방송
  - BS908ch(2007년 1월까지 BS768ch에서도 운용)
  - 2006년 8월 1일 닛폰BS방송의 G가이드 방송 종료후 인수해 데이터 방송 개시.

### 라디오 방송
TBS 라디오 & 커뮤니케이션즈에서 제작을 담당하고 있었지만 2005년 9월 30일 종료했다.
BS-i 461
「뉴스 정보 채널」로서 평일은 10분 마다 갱신되는 음성 뉴스 「볼트 액션 뉴스」중심이었다.화면은 문자로 뉴스를 내보내는 형식이었으며 프로그램간의 공백시간을 음악으로 보충하고 있었고 주말은 하루종일 음악을 방송하고 있었다.
BS-i 462
「BS academia」(2000년 12월 1일~2003년 3월 29일) 공모로 선택된 대학생들이 BS-i(TBS 라디오＆커뮤니케이션즈)의 시설을 전세내어 스스로 기획·운영을 실시했다.일본생명보험이 협찬했으며 새로운 미디어의 창조를 목표로 했지만, 세상의 주목을 끌지못하고 종료되었다.
「Channnel-462」(2003년 3월 30일~2005년 9월 30일) BGM을 방송했으며 비틀즈 앨범을 중심으로 방송을 전개했다.